# Izobilni
Izobilni o Izobillni - Изобильный (rus) és un possiólok del krai de Krasnodar, a Rússia. Es troba a la vora del riu Albaixí. És a 19 km a l'oest de Leningràdskaia i a 130 km al nord de Krasnodar.
Pertany al possiólok d'Oktiabrski.